# تازی افغان
سگ سالوکی افغانی یا افغان هوند، نوعی از نژادهای قدیمی خانواده سگ‌های سالوکی یا تازی است.

## تاریخ
تازی افغان از نژاد قدیمی سگ‌سانان شناخته شده‌است که موجودیت آن به پیش از ظهور نژادهای جدید در قرن نوزدهم بر می‌گردد. نزدیک‌ترین گروه به آنان تازی ایرانی می‌باشد.

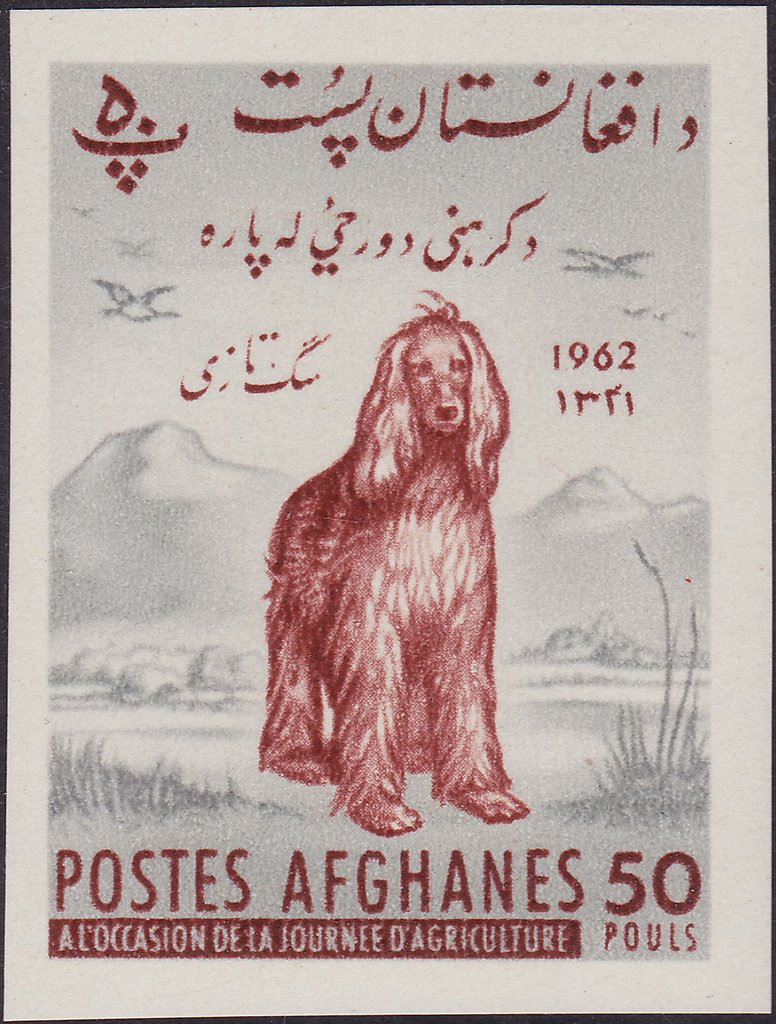
تصویر تازی افغان بر روی تمبر پستی افغانستان (۱۹۶۲)

ارتباط تازی افغان با دیگر گونه‌ها و نژادهای تازی منطقه ممکن است سرنخ‌هایی تاریخی ارائه دهد. نام تازی (سگ تازی) نشان دهنده اصل و نسب مشترک با نژاد بسیار مشابه تاسی از ناحیه دریای خزر روسیه و ترکمنستان است. انواع یا نژادهای دیگر با ظاهر مشابه عبارتند از تایگان از منطقه کوهستانی تیان شان در مرز چین با افغانستان، و بارکزی در دره کرم است.
حداقل ۱۳ نوع تازی در افغانستان شناخته شده‌است، و بعضی از گونه‌ها هنوز هم در حال رشد هستند. (نظر به نگهداری سوابق پرورشی آنان)
خارج افغانستان، تاریخچه تازی افغان به قرن هجدهم بر می‌گردد. زمانیکه افسران ارتش هند بریتانیا گونه مختلف تازی را از مناطق هند و افغانستان برای نمایش تازی‌ها با خود به انگلستان آوردند. باشگاه کنل برگزار کننده‌ این نمایشگاه بود و تازی افغان پس از آن در اروپا محبوب گشت.
در سال ۱۹۰۷، یکی ازین تازی ها به نام زردین توسط کاپیتان بریت به گونه ای خاص از هند بریتانیا آورده شد. زردین اساس نگارش اولین استاندارد نژاد تازی‌ ها در سال ۱۹۱۲ شد، با این حال پرورش سگها با جنگ جهانی اول متوقف شد.

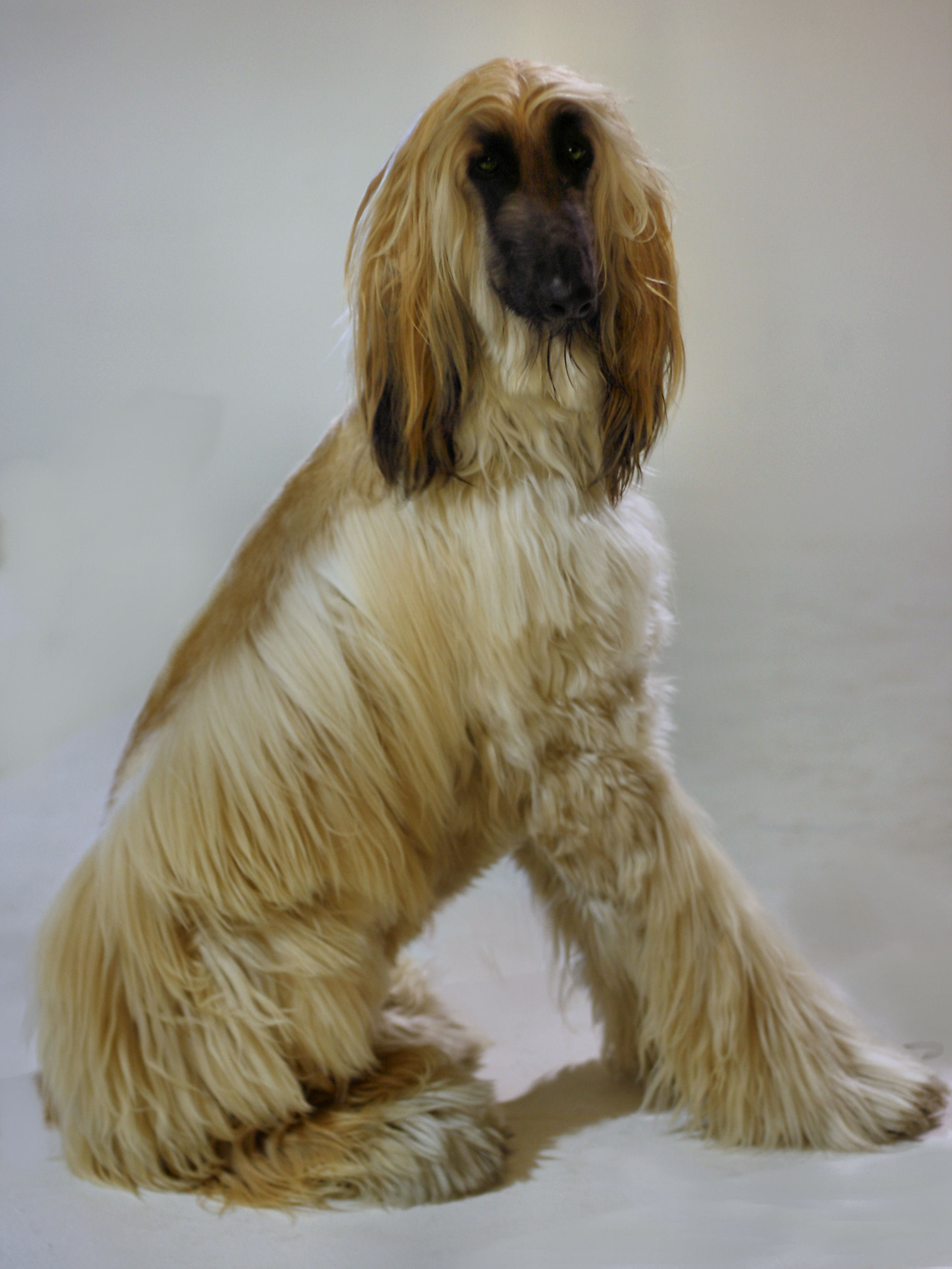
تازی افغان، برخی دارای پوشش سیاه دور چشم هستند.

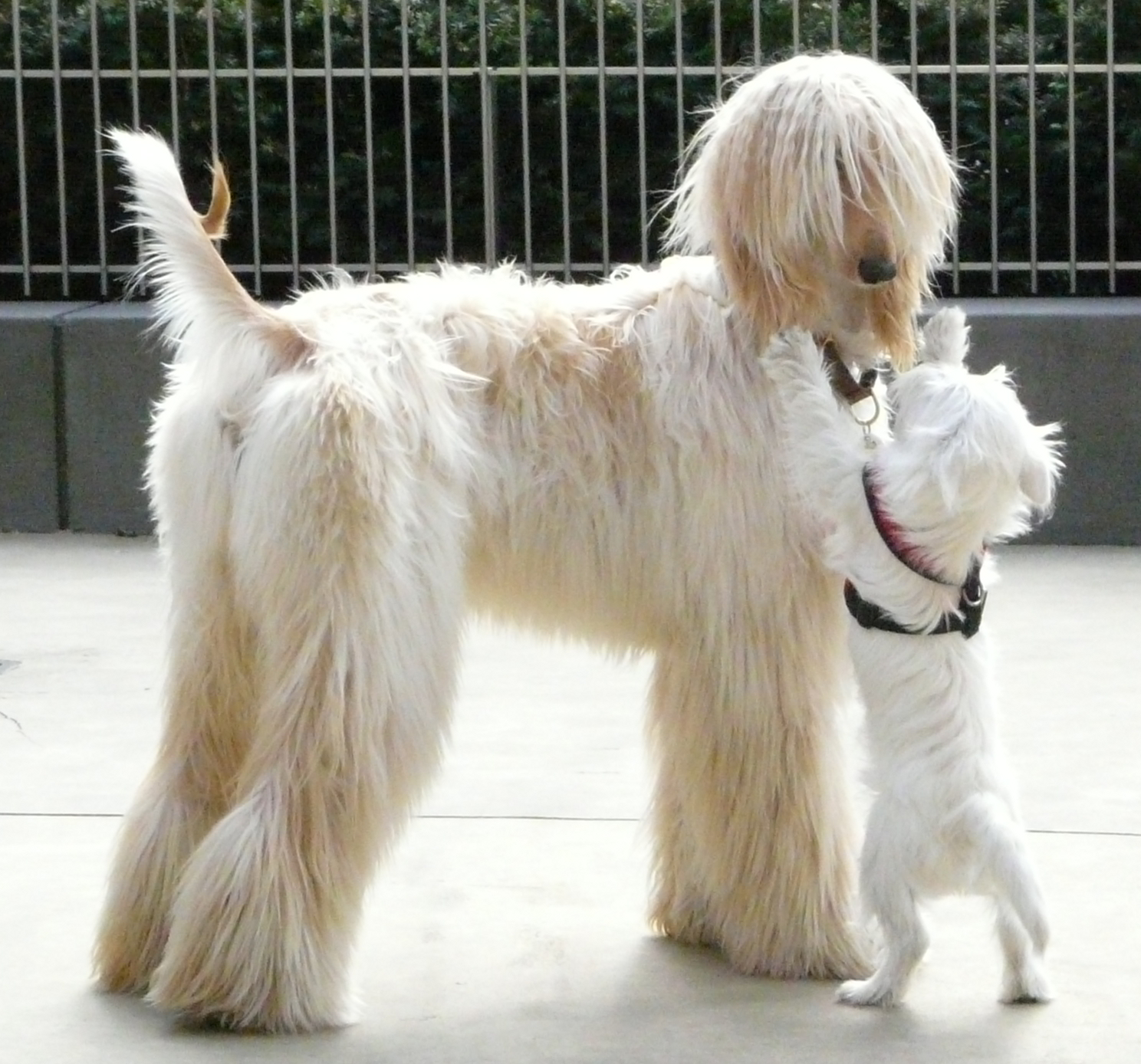
پوشش نمودار تنها رنگ این نوع تازی است. تازی افغان با رنگ کرمی روشن

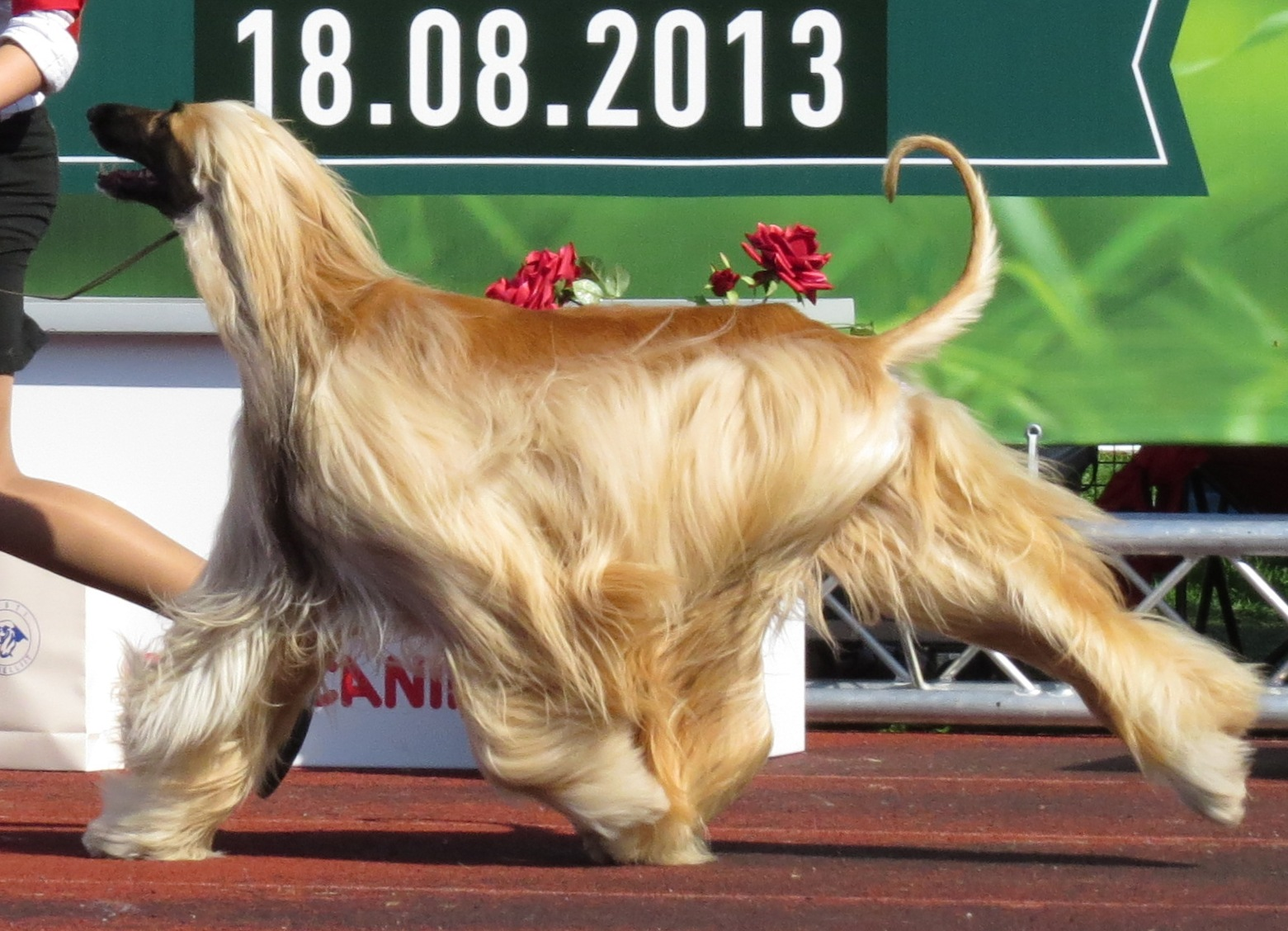
تازی افغان در رینگ

از میان گونه‌های سگ‌های مو دراز که در افغانستان شناخته شده‌اند، دو گونه اصلی نژاد سگ مدرن افغان را تشکیل می‌دهند. اولین آنها گروهی از سگ‌های شکاری بودند که در سال ۱۹۲۰ توسط سرگرد و خانم جی. بل موری و خانم ژان سی. منسون از بلوچستان به اسکاتلند آورده شدند و به آنها نژاد بل-مری می‌گویند. این سگ‌ها از نوع دشت یا استپی بودند که پوشش نازکتر داشتند.

## مشخصات ظاهری
سگ تازی افغان بلندقد است، ایستاده ۲۴–۲۹ اینچ (۶۱–۷۴ سانتی‌متر) ارتفاع و وزن ۴۵ تا ۶۰ پوند (۲۰–۲۷ کیلوگرم). این نوع سگ زیبا و در عین حال پشمالو می‌باشد.
عمر تخمینی بین ۱۲ تا ۱۴ سال دارد.